# 格奧爾基·克維里卡什維利
格奧爾基·克維里卡什維利（1967年7月20日—）是格魯吉亞的一位政治人物。自2015年9月1日開始，他擔任格魯吉亞外交部長。他也擔任格魯吉亞副總理職務（2013-2015）。他主张计划推进欧洲-大西洋和欧洲一体化和突出格鲁吉亚作为吸引外资的位置。
科維利卡什維利出生在提比里斯，在1986年至1988年期間曾在蘇聯軍隊服义务兵役。1991年他毕业于第比利斯国立医科大学，获内科医学学位，然后在1995年获第比利斯国立大学经济学学位。1998年获伊利诺伊大学金融理学硕士。
从1993年到1999年，他在格魯吉亞各银行担任主管。1999年任国家财政和货币办公室副主任。1999年到2004年成为新权利党议员。在玫瑰革命格鲁吉亚总统米哈伊尔·萨卡什维利被推翻时，他回到他的企业。从2006年到2011年，他任卡图银行（Cartu Bank）总经理，此银行属于亿万大亨比济纳·伊万尼什维利。伊万尼什维利进入政坛，组建格鲁吉亚梦想，并在2012年议会选举中击败萨卡什维利总统的民族联合运动，伊万尼什维利出任总理，科維利卡什維利被任命为经济和可持续发展部长，2013年7月兼任副总理。
2015年12月，加里巴什维利总理辞职后，科維利卡什維利被格鲁吉亚梦想联盟提名为新总理。2015年12月30日议会以86对28，通过了他的任命。其政府宣称专注于经济增长和促进创业精神。
2017年12月1日，两名格鲁吉亚学生大卫·萨拉利泽（Davit Saralidze）和列万·达杜纳什维利（Levan Dadunashvili）死于斗殴。达杜纳什维利被当场刺死。萨拉利泽背上有数处伤口，送往医院后不治。法院审讯了两名青年，其中一名被控故意杀害达杜纳什维利，另一位被控企图杀害萨拉利泽。法院认定，二人没有参与合谋杀人。由于法院没有找出杀害萨拉利泽的凶手，萨拉利泽的父亲扎扎·萨拉利泽（Zaza Saralidze）发起游行。5月31日，第比利斯市中心开始出现大规模游行。当天的游行开始不久，游行者的要求变得更加激进，要求政府辞职。当天，格鲁吉亚总检察长伊拉克利·绍塔泽（Irakly Shotadze）宣布辞职。6月7日，格鲁吉亚检察院高级官员米尔扎·苏贝利亚尼（Mirza Subeliani）被捕。苏贝利亚尼被控向检方隐瞒凶杀案的信息。6月13日，科維利卡什維利宣布辞去总理职务。在新闻发布会上，他说他与党主席毕齐纳·伊万尼什维利意见相左，现在应该给党主席重新组阁的机会。依据格鲁吉亚宪法，这意味着此届内阁辞职。